# Sowjetische Schachmeisterschaft der Vereine
Die sowjetische Schachmeisterschaft der Vereine (russisch Чемпионат СССР среди шахматных клубов) war eine Schachveranstaltung, die von dem Zentralen Schachklub der UdSSR im zweijährigen Modus ausgerichtet wurde. Die besten Teams waren für den nächsten European Club Cup spielberechtigt.

## Geschichte
In den Jahren 1952 bis 1984 wurden in der Sowjetunion die Mannschaftspokale der Sportvereinigungen ausgetragen. Ende der 1980er galt das Konzept aus mehreren Gründen als obsolet, so wurde ein neuer Wettbewerb erschaffen. Anstatt acht, wie es beim letzten Mal in Kiew war, kamen im Oktober 1988 in Nabereschnyje Tschelny dreißig Mannschaften zum Einsatz. Gespielt wurde nach Schweizer System mit sechs Spielern pro Team plus zwei Reservespieler. Nach elf Runden siegte mit einem Punkt Vorsprung der NGSK Nowosibirsk, dessen Spieler hauptsächlich aus der Mannschaft des Sibirischen Militärbezirks stammten. Die acht besten Mannschaften durften dann beim nächsten Zyklus direkt im Hauptturnier starten.
Bei der zweiten Schachmeisterschaft in Lesnyje Poljany (Rajon Podolsk) spielten 14 Mannschaften, die zuerst in zwei Gruppen eingeteilt wurden. Die vier bestplatzierten Teams aus jeder Gruppe waren für das Final-A-Turnier qualifiziert. Das Elo-stärkste Team ZSKA Moskau konnte sich in der Vorrunde nicht durchsetzen und landete auf Platz neun in der Gesamtwertung. Unter den Spielern befanden sich Ex-Weltmeister Mikhail Tal (ROSSK Riga), Leonid Judassin (Plastpolymer Leningrad), Jewgeni Sweschnikow (Poljot Tscheljabinsk), Smbat Lputjan (SK Armenia Jerewan), Rustem Dautov und Konstantin Assejew (beide aus ZSKA Moskau).

## Bestplatzierte Mannschaften
| Auflage | Auflage | Ort                    | Platz 1 | Platz 2 | Platz 3 |
| ------- | ------- | ---------------------- | --- | --- | --- |
| I       | 1988    | Nabereschnyje Tschelny | NGSK Nowosibirsk (A. Waisser, J. Pigussow, G. Timoschtschenko, A. Goldin, Al. Chassin, M. Makarow)                            | MOSK Oblast Moskau (M. Gurewitsch, S. Dolmatow, J. Rasuwajew, G. Kaidanov, Mich. Zeitlein, I. Khenkin, S. Archipow)                 | SK Petrosjan Moskau (R. Vaganian, J. Balaschow, S. Smagin, J. Barejew, I. Janwarjow, M. Krasenkow, J. Dochojan)                     |
| II      | 1990    | Podolsk                | SK Petrosjan Moskau (J. Balaschow, J. Barejew, S. Smagin, M. Krasenkow, N. Andrianow, I. Glek, Wladislaw Fjodorow, W. Jurkow) | Poljot Tscheljabinsk (J. Sweschnikow, S. Dwoiris, R. Schtscherbakow, J. Meister, D. Schnaider, A. Kosyrew, W. Baschkow, S. Skudnow) | SK Armenia Jerewan (S. Lputjan, W. Hakobjan, A. Petrosjan, A. Anastassjan, S. Galdunz, A. Ambartsoumian, J. Dochojan, A. Minassjan) |